# United Cities and Local Governments
United Cities and Local Governments (UCLG) is een wereldwijd netwerk van steden en lokale en regionale overheden. Deze organisatie is opgericht in 2004, door een fusie van de International Union of Local Authorities (IULA), de United Towns Organisations (UTO) en Metropolis. Leden van de UCLG bevinden zich in meer dan 120 lidstaten van de Verenigde Naties.

## Doel en functie
De UCLG representeert en verdedigt de belangen hiervan over heel de wereld, onafhankelijk van de grootte van de bevolkingsgroepen die ze vertegenwoordigen. Met het hoofdkantoor in Barcelona, heeft de organisatie als missie: Een verenigde stem en een wereldwijde advocaat te zijn voor democratische lokale zelfstandige overheden, hun waarden, doelstellingen en belangen te promoten door samenwerking met/tussen lokale overheden op internationaal niveau.

## Afdelingen
De UCLG kent 7 regionale afdelingen:
- Afrika (UCLGAfrica)
- Azië-Grote Oceaan (UCLG-ASPAC)
- Europa (CEMR)
- Eurazië (UCLG EuroAsia)
- Midden-Oosten en West-Azië (UCLG MEWA)
- Latijns-Amerika (FLACMA)
- Noord-Amerika (UCLG North America).

UCLG heeft daarnaast een aparte 'regionale' sectie voor grote stedelijke gebieden: Metropolis.

## Aandacht in de media
In oktober 2013 kwam het UCLG in Nederland in het nieuws in verband met de functie van "rampencoach" binnen het UCLG. Volgens de inmiddels oud-burgemeester van Groningen (Peter Rehwinkel), die op deze functie gesolliciteerd zou hebben, zou het hier om een fulltimebaan gaan, maar het UCLG spreekt dit tegen. Zij gaat ervan uit dat deze functie bekleed wordt naast een bestaande functie bij een lokale overheidsinstelling. Het UCLG zegt dan ook geen faciliteiten voor deze functie (zoals kantoorruimte en voorzieningen) te hebben.